# قطط بريطانيا الكبيرة
قطط بريطانيا الكبيرة، أو القطط الأشباح أو القطط الغامضة، هي سنوريات ليست أصلية في بريطانيا ولكن يزعم أنها تعيش في الريف البريطاني.

ينفي أغلب الباحثين وجود قطط كبيرة حقيقية في بريطانيا، وخصوصا في حالة أنها تتكاثر، نظرا لعدم وجود أدلة مقنعة. تم إثبات بعض الحالات وغالبا ما تكون قططا متوسطة الحجم مثل الوشق الأوراسي ولكن في عام 1980 تم القبض على بوما حي في اسكتلندا. ويعتقد أن هذه الحوادث ترجع في العموم إلى حيوانات أليفة هربت أو أطلقت في البرية، وفي بعض الحالات تم إطلاقها بعد إقرار قانون الحيوانات البرية الخطرة عام 1976 حيز التنفيذ بعد أن أصبح الاعتناء بالحيوانات صعبا. وربما تكون المشاهدات البعيدة للقطط المنزلية ويساء تفسيرها على أنها حيوانات كبيرة. تشير نظرية هامشية إلى أن الحيوانات قد تكون من بقايا العصر الجليدي.

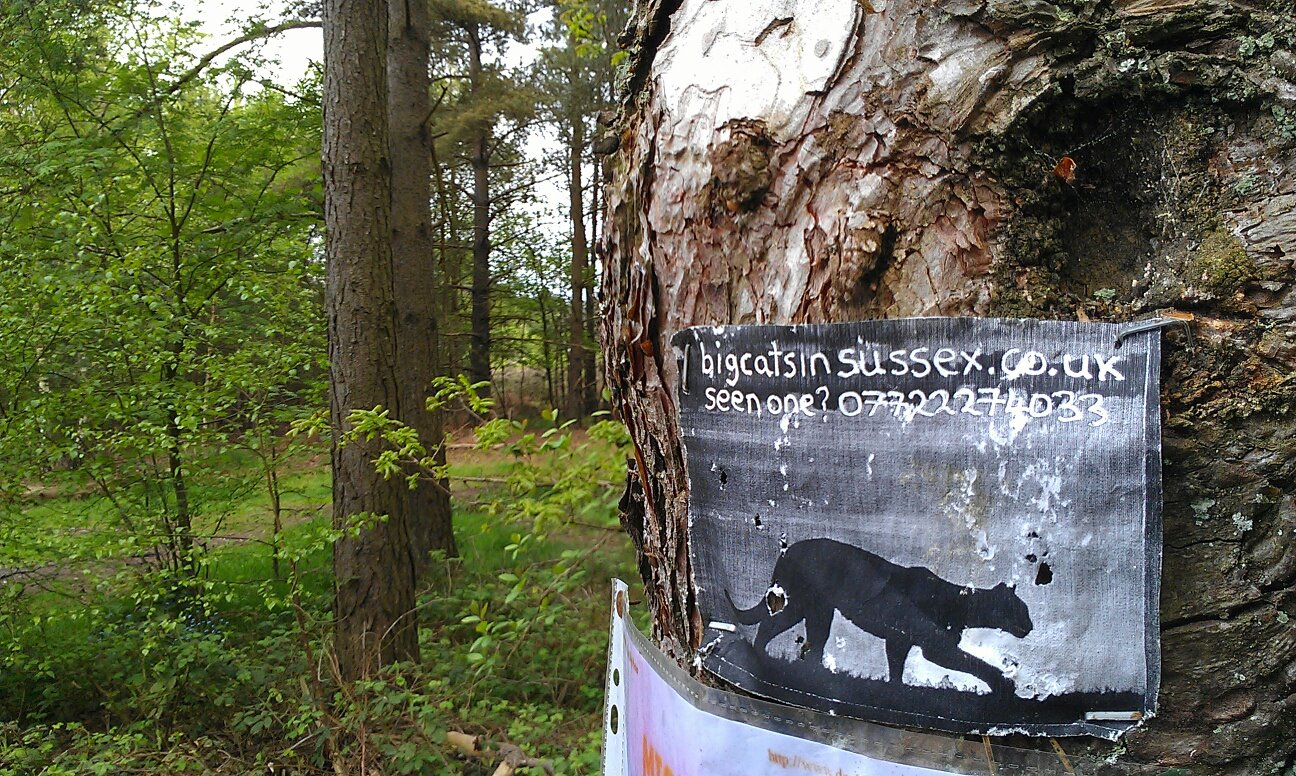
لافتة تطلب معلومات عن القطط الكبيرة في ويست سوسيكس

## الدلائل على وجودها

### المشاهدات الأولى
في ستينات القرن الثامن عشر أشار الكاتب الراديكالي وليام كوبيت في كتابه رحلات ريفية كيف أنه رأى في صباه قطا «كبيرا مثل كلاب سبانيال» يصعد على شجرة دردار جوفاء في أطلال دير ويفرلي في فارنهام قرب سري. ذاهب لاحقا إلى نيو برونزويك في كندا، ورأى «لوسيفي» (وشق أمريكا الشمالية) وبدا له «مثل القط الذي رأيته في ويفرلي». وهناك تقرير قديم آخر ظهر في ديلي اكسبرس في 14 يناير 1927 عن رؤية «الوشق».
وأقدم من هذا نجد القصيدة الويلزية القروسطية «با غور» في كتاب كارمارثين الأسود الذي يذكر «كاث بالوغ»، ومعناه قط بالوغ أو «القط الذي يخمش»، والذي جاب أنغلزي حتى قتله السير كاي. أما في الثلاثيات الويلزية، فقد كان من نسل “هينوين” الخنزير الوحشي.

### المشاهدات والبقايا

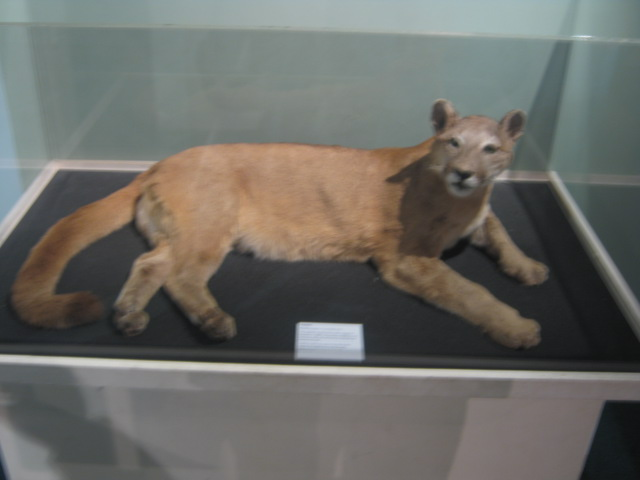
تم القبض على هذا البوما في البرية، في إينفيرنيس-شاير، اسكتلندا في عام 1980. ويعتقد أن يكون أحد الحيوانات الأليفة المتروكة. عاش بقية حياته في حديقة حيوانات. بعد أن توفي تم تحنيطه ووضعه في متحف إينفيرنيس.

تم صيد وشق كندي في ديفون في عام 1903 وهو الآن في مجموعة متحف بريستول. وأشار تحليل أنيابه تشير إلى أنه أمضى وقتا كبيرا في الأسر قبل وفاته.
في عام 1980 تم القبض على بوما في إينفيرنيس-شاير، اسكتلندا. وجاء هذا بعد مشاهدات على مدى عدة سنوات أبلغت عن قطة كبيرة تطابق وصف تلك البوما، مما حدا بالمزارع المحلي تيد نوبل أن ينصب فخا. تم وضع البوما بعد ذلك في حديقة الحيوان في محمية هايلاندزت البرية ومنحت اسم «فيليسيتي». عندما توفيت تم تحنيطها ووضعها في متحف إينفيرنيس. أشار مدير الحديقة إدي أوربيل إلى أن الحيوان تم تدجينه وربما لم يتم إطلاقه لفترة طويلة، مشير إلى أنه يستمتع بالدغدغة.
في عام 1989 تم العثور على قط غابة صدمته سيارة على جانب الطريق في شروبشاير.
في عام 1991 تم إطلاق النار على وشق أوراسي قرب نورويتش في نورفولك. وكان قد قتل حوالي 15 خروفا في غضون أسبوعين. وذكرت القصة فقط في عام 2003، ويزعم أن جثة الوشق المحنطة هي الآن في حوزة جامع. اعتبر هذا الحادث خدعة لعدة سنوات، وخاصة من قبل جمعيات الصيد، ولكن في مارس 2006 أكدت تقارير الشرطة أن القضية حقيقية. ربما يكون قد فرّ من منشأة في المنطقة تستولد الحيوانات، بما في ذلك الوشوق الأوراسية.
في عام 1994 ذكر أنه تم إطلاق النار على قط كبير له جلد أرقط كالنمر على جزيرة وايت وكان قبلها يتغذى على الدجاج والبط. لم يتم الإبلاغ عن إطلاق النار فورا إذ خشي عمال المزارع أن تتم ملاحقتهم قانونيا، ولكن تقرير الشرطة خلص إلى أن الحيوان كان أوسيلوت أو بج.
كانت هناك تقارير تفيد أنه في عام 1993 تم القبض على بوما آخر في اسكتلندا، وهذه المرة في منطقة أفيمور.
في عام 1996، أطلقت الشرطة في فينتونا في مقاطعة تيرون في أيرلندا الشمالية النار على قط. تردد أنه من نوع كاراكال، وهي قطط برية متوسطة الحجم توجد في أفريقيا وآسيا، رغم أن تقرير الشرطة وصفه بأنه وشق. (وتسمى الكاراكال أحيانا وشوق الصحراء، ولكنها ليست عضوا حقيقيا من عائلة الوشق).
في تقرير من العام 2001، تم القبض على أنثى وشق أوراسي شابة حية من قبل الشرطة والاطباء البيطريين في كريكلوود، شمال لندن، بعد مطاردة في فناء مدرسة إلى مربع سكني. تم وضعها في حديقة حيوان لندن واطلق عليها اسم «لارا» قبل نقلها إلى حديقة حيوان في فرنسا للاستيلاد. وجد أن عمر الوشق هو 18 شهرا فقط، وإن كانت أكبر من القطة العادية.
هذه القائمة تستثني حوادث هروب القطط الكبيرة لمدة قصيرة وذات الأصل المعروف. الأمثلة على ذلك تشمل حادثة وقعت في غريمسبي عام 1991 عندما هربت أربعة أسود من السيرك (أو ربما أطلق سراحهم) قبل القبض عليهم في نفس اليوم.

### أدلة الفيديو والصور

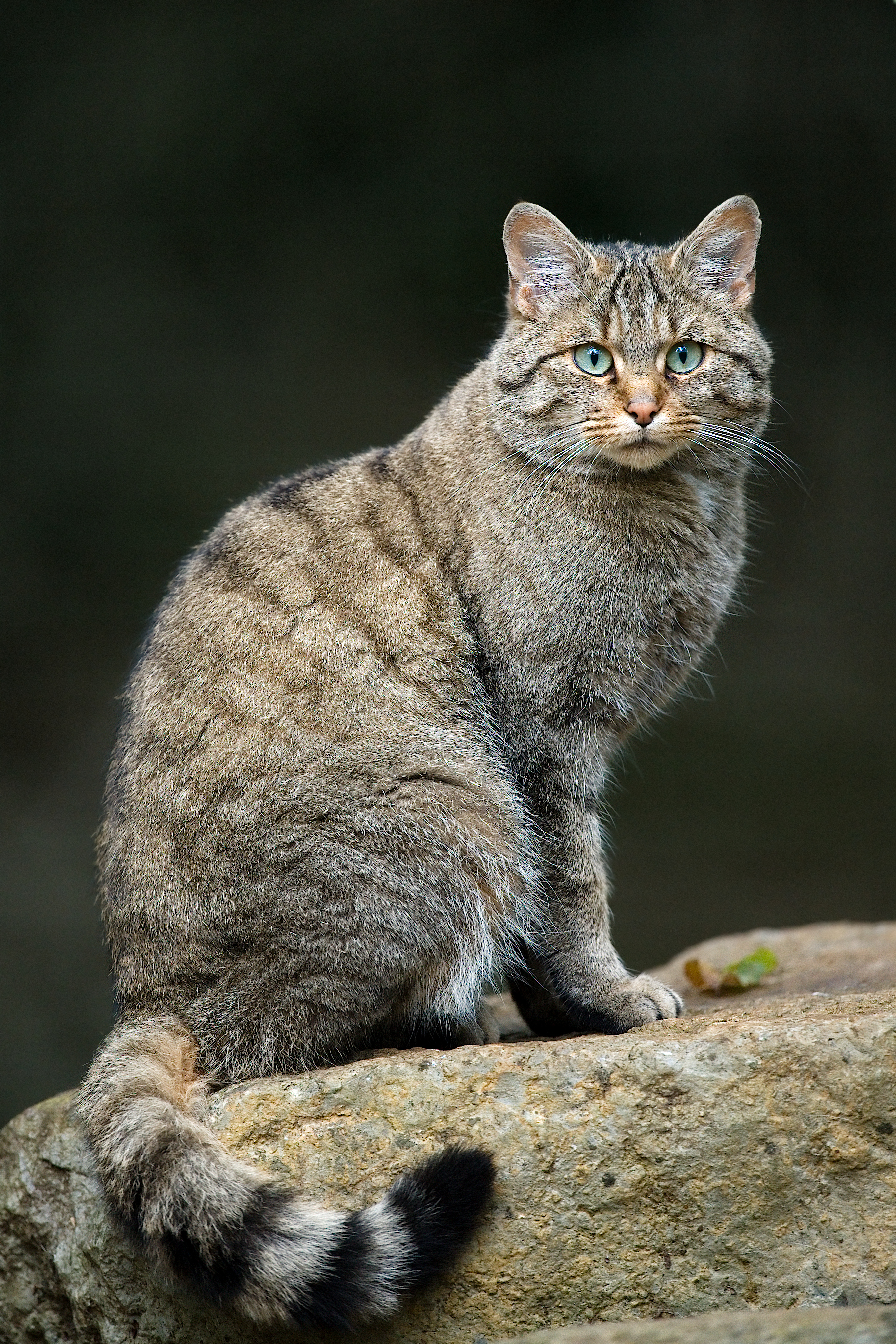
قط بري أوروبي، الفصيلة الاسكتلندية هي الوحيدة بين أنواع القطط البرية التي يعرف أنها تعيش في بريطانيا.

حوالي عام 1993، قدمت عدة تقارير عن قطة سوداء كبيرة حول بودمين مور، ولقبت بـ «وحش بودمين»، وتم التقاط فيديوهين على الأقل. تم فحص بعض الفيديوهات من قبل علماء الحكومة، وخلصوا أن المشاهدات تخص قططا سوداء لا يزيد ارتفاعها عن 30 سم عند الكتف.
في عام 1994 تم تسجيل فيديو لقطة سوداء كبيرة في كامبريدجشير وسميت في وسائل الإعلام باسم «نمر فين».
في عام 2004 تم تسجيل لقطات لما يبدو أنه قطة سوداء كبيرة قرب مزرعة في شروبشاير. تمت مشاهدة القط من قبل المزارعين في مناسبات عديدة.
في يونيو 2006 تم تسجيل فيديو لقطة سوداء كبيرة في ريف بانف في أبردينشاير. تم بث لقطات القط من قبل بي بي سي في 24 مايو 2007.
في يوليو 2009، أخذت صور ولقطات فيديو لقطة سوداء كبيرة من قبل شرطي خارج الخدمة. كان الحيوان يسير قرب سكك الحديد في هلنسبورو في أرغيل. سجلت مشاهدات لقطط كبيرة، إما سوداء أو بنية، في المنطقة من قبل.
في أواخر 2009 سجل فيديو لما يزعم انه قط أسود كبير في هيرفوردشير. وتزامنت المشاهدات المزعومة مع العثور على جثث أغنام في نفس المنطقة.
في عام 2010 أخذ فيديو لما يزعم أنه قط أسود كبير في ستراود في غلوسترشير. أشارت تقديرات الخبراء إلى أن المخلوق لا يقل طوله عن خمسة أقدام من الأنف إلى الذيل.
في عام 2011 التقطت عائلة كانت تمشي في غابة فوكابرز في اينفيرنيس-شاير، صورة لقطة سوداء كبيرة تشبه وصف يغور الغابات.

### الهجمات
في عام 2000 تعرّض صبي يبلغ من العمر 11 عاما لهجوم في مونموثشاير على يد ما زعم أنه قطة سوداء كبيرة. ترك الحيوان خمس علامات مخالب طويلة في خد الفتى الأيسر. ودعت الشرطة خبير قطط كبيرة للتحقيق في الحادث.
وفي عام 2005، هوجم رجل يعيش في سيدينهام بارك في جنوب شرق لندن في حديقته الخلفية، والتي كانت قرب سكة الحديد. كان الرجل بطول 6 أقدام ووزنه 15 حجرا (210 رطل، 95 كج) ووصف القط بأنه أسود وكبير وانقض عليه وكان أقوى منه بكثير. وقد تركه بخدوش في جميع أنحاء جسمه. تم استدعاء الشرطة وذكرت البي بي سي أن أحد ضباط الشرطة رأى قطا بحجم كلب لابرادور.

### أدلة الحمض النووي
توجد تقارير متضاربة لأدلة الحمض النووي عن وجود القطط الكبيرة في بريطانيا: في عام 2011 أعلن مركز فورتيان لعلوم الحيوان أن اختبارات الحمض النووي التي أجرتها جامعة دورهام على عينات الشعر التي وجدت في شمال ديفون، أن نمرا كان يعيش في المنطقة. وفي عام 2012 أعلن عن نتائج اختبارات الحمض النووي على جثث غزالين عثر عليها في جلوسترشاير وظهر فيها الحمض النووي لثعلب، رغم أن العديد من السكان المحليين أبلغوا عن مشاهدتهم بأن الغزلان قتلت من قبل قط كبير.

### المشاهدات
تقوم المجموعة البحثية «القطط الكبيرة في بريطانيا» بنشر تقارير عن مشاهدات سنوية من قبل المحافظة. وكانت المشاهدات في المقاطعات «العشرة الأوائل» أو مناطق لبريطانيا العظمى بين أبريل 2004 ويوليو 2005 ما يلي:
| المنطقة       | ديفون | يوركشاير | اسكتلندا | ويلز | غلوسترشير | ساسيكس | كورنوال | كنت | سومرست | ليسترشير |
| عدد المشاهدات | 132   | 127      | 125      | 123  | 104       | 103    | 99      | 92  | 91     | 89       |

من الأنواع التي لوحظت بين الحين والآخر القط النمري، وهو بحجم القط المنزلي ولكن لديه بقع تشبه النمر، والفهد الأبيض، وهي من أنواع من المناطق الاستوائية تم القبض عليها بعد عيشها البرية في كينت عام 1975، وهناك حالات استثنائية عن أسود أبلغ عنها في ديفون وسومرست.

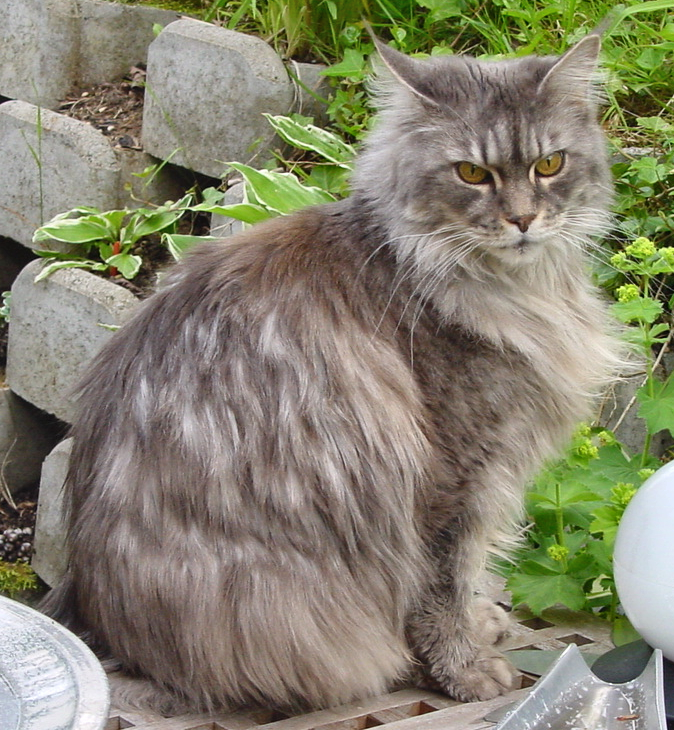
ماين كون، أكبر سلالة من القطط المنزلية. أقصى طول مسجل له 120 سم بما في ذلك الذيل، قد تصل هذه السلالة إلى طول الوشق الأوراسي، على الرغم من بنيته أخف بكثير، وأقل ارتفاع.

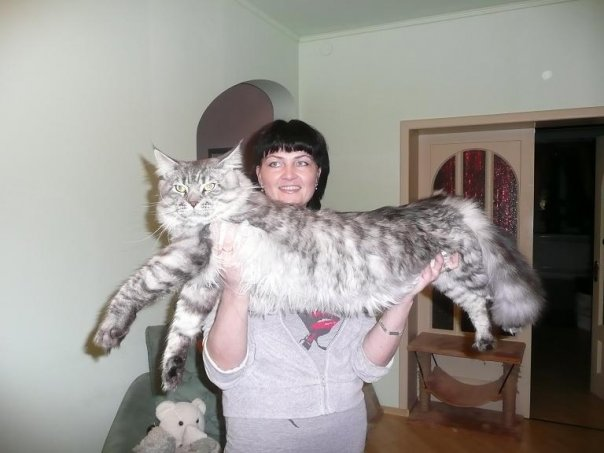
قط مين كون كامل النمو

في أغسطس 2012، تم الإبلاغ عن عدة مشاهدات لأسد بالقرب من سانت أوسيث في إسيكس. فتشت الشرطة المنطقة باستخدام طائرات الهليكوبتر وكاميرات الأشعة تحت الحمراء، وأشارت على السكان أن يبقوا في منازلهم. على الرغم من التكهنات بأن الأسد قد هرب من حديقة حيوان كولشستر أو سيرك محلي، فلم يتم التبليغ عن فقدان تلك الحيوانات. تم إنهاء البحث في اليوم التالي لعدم وجود دليل على وجود أسد. زعم أحد سكان المحليين أن صورة الحيوان المزعومة تخص قطه الأليف، من سلالة ماين كون.
وكانت هناك تقارير عن قط معروف باسم وحش بيفندين منذ سنوات عبر ساسكس، بما في ذلك برايتون. وفي عام 2012، خطط مخرج محلي أن يصنع فيلم أكشن مغامرة، بعنوان زئير الظلام، يدور حول ولدين في الحادية عشرة ينطلقان لاصطياد المخلوق.

## مشاهدات مسجلة لقطط بريطانيا الكبيرة
يظهر أن الاهتمام الحالي بتقارير القطط الكبيرة أتى من أواخر الخمسينات، مع ورود الأخبار عن بوما في سوري  ونمر فين. وفي عام 1963 ذكرت التقارير وجود فهد في شوترز هيل في لندن. وفي عام 1964 وردت تقارير مماثلة من نورفولك. وردت تقارير من السبعينات عن القطط في أنحاء البلاد؛ تقارير عن وحش إكسمور من ديفون وسومرست، وترددت شائعات عن وجود نمر في جزيرة شيبي. وفي عام 1980 أتى أول تقرير حديث من اسكتلندا،  وتم صيد ما عرف باسم قط كيلاس هناك في 1984.
زاد الاهتمام بالقطط الكبيرة من عناوين القصص عن وحش بودمين من عام 1992،  ودومفريز وغالاوي (بوما غالاوي). في منطقة بوكان التاريخية في أبردينشاير تم تسجيل مشاهدات لمخلوق عرف باسم وحش بوكان. وشوهد نمر أسود كبير عرف باسم «وحش دارتمور» من قبل مجموعة من خمسة عشر شخصا في صيف عام 2011 في غابات هالدون. وسجلت عدة قصص إخبارية في أنحاء مختلفة من البلاد.
في الأشهر الأولى من عام 2011، سجلت عدة مشاهدات لنمر في شوتس، شمال لاناركشاير، ما أثار اهتمام السكان المحليين، ووردت أخبار المشاهدات في الصحف المحلية، وتوقفت هذه التقارير بعد بضعة أشهر، بافتراض أن النمر انتقل إلى مراعي جديدة.
من بين التقارير الأخيرة شوهد أسد يتجول في إسيكس خلال صيف عام 2012. شوهد في البداية من موقف حافلات، وكانت هناك تقارير أيضا عن سماع السكان لزئير أسد في المنطقة. التقط أحد الشهود صورة له. نصحت الشرطة السكان بالبقاء في منازلهم وقامت بتفتيش المنطقة، ولكن لم يعثروا على شيء. تم الاتصال بحدائق الحيوان المحلية والسيرك الزائر، ولكنها لم تذكر شيئا عن أسد هارب. وزعمت امرأة تدعى السيدة ميرفي لاحقا أن الصورة تخص قطها تيدي، وهو من فصيلة مين كون.
في عام 2013، في قرية صغيرة على حدود شروبشاير-ريكسهام ذكرت شقيقتان أنهما رأتا مخلوقا أسود كبير يشبه القط يقفز يعلو ثلاثة أقدام على السياج ويختفي في حقل مجاور. وفي طريق عودهما ذاك اليوم، اكتشفتا مخبأ وأثر أقدام أكبر من أن يعود لقط أليف. قام مدير حديقة حيوان تشيستر وحديقة حيوان دادلي، ويدعى لاركهام، بفحص الأثر وقال أنه لا يعود لقط أليف ولكنه أصغر من أن يعود لنمر. ويعتقد أنه قد يعود لقط من نسل قط شروبشاير من الثمانينات أو قط أليف عملاق.

## قطة كوتسوولدز الكبيرة
قطة كوتسوولدز الكبيرة هو اسم أطلق عدد «القطط الكبيرة» التي يزعم أنها طليقة في منطقة كوتسوولدز في إنجلترا.
عثر شخص في وودشستر بارك على جثة يحمور في 12 يناير 2012، وتدل الإصابات على الجثة أن الحيوان قد هوجم من قبل سنور كبير. تم العثور على جثة غزال ثانية مماثلة في 16 يناير 2012.
أشار تحليل علماء جامعة وارويك لجثث الغزلان أن أدلة الحمض النووي أظهرت فقط آثار الثعالب وغزلان أخرى.

## التدخل الحكومي
في عام 1988، اتخذت وزارة الزراعة خطوة غير اعتيادية بإرسال مشاة البحرية الملكية لتنفيذ عملية بحث واسعة النطاق عن وحش إكسمور المزعوم بعد ازدياد أعداد الماشية التي قتلت في ظروف غامضة، وشكاوى المزارعين من فقدانهم المال نتيجة لهذا. زعم عدد من الجنود أنهم شاهدوا القط بشكل خاطف، ولكن لم يعثر إلا على ثعلب. وقد نشرت وزارة البيئة والأغذية والشؤون الريفية قائمة القطط المفترسة التي أشير أنها هربت في المملكة المتحدة، رغم أن معظمها تم القبض عليه.

## التفسير الأسطوري
كانت أسطورة الكلب الأسود منتشرة لعدة قرون في بريطانيا – مخلوق أسطوري يظهر بشكل حيوان أسود كبير في المستنقعات دون وجود دليل دامغ على وجودها. يعتقد أن قصص «القطط السوداء» هي مجرد استمرار حديث لهذه الأساطير، وتشترك معها بنفس العناصر ولكن فكرة الكائن الخارق للطبيعة استبدلت بفكرة الحيوان الهارب. كما أن قصص القطط الكبيرة تشترك في العديد من الصفات المناسبة لصحف التابلويد – وبهذا تزبد من انتشار فكرة «القط» المحتمل ونشر أي تكهنات أو أدلة مفترضة، مما يساعد على بناء أسطورة حضرية واسعة النطاق.

## قراءات أخرى
- BCIB Yearbook 2007, Ed. Mark Fraser, CFZ 2008
- Beer, Trevor The Beast of Exmoor: Fact or legend? Countryside Productions 1988
- Brierly, Nigel They stalk by night – the big cats of Exmoor and the South West Yeo Valley Productions 1988
- Coard, R. Ascertaining an agent: using tooth pit data to determine the carnivore/s responsible for predation in cases of suspected big cat kills. Journal of Archaeological Science 34(10): 1677–1684
- Francis, Di The Beast of Exmoor and other mystery predators of Britain Johnathan Cape 1993
- Francis, Di Cat Country David and Charles 1982
- Harpur, Merrily Mystery Big Cats Heart of Albion 2006
- Moiser, Chris Mystery Cats of Devon and Cornwall Bossiney Books 2002
- Moiser, Chris Big Cat Mysteries of Somerset Bossiney Books 2005
- Moiser, Chris  Mystery Big Cats of Dorset Inspiring Places 2007
- Shuker, Karl  [لغات أخرى]‏ Mystery Cats of the World: From Blue Tigers to Exmoor Beasts Robert Hale 1989

## وصلات خارجية
- Scottish Big Cats – updated regularly on a blog
- www.bigcatmonitors.co.uk – updated regularly
- British Big Cat Society – not updated since 2006
- ukbigcats.co.uk – not updated since 2002
- Big Cats in Sussex – updated regularly نسخة محفوظة 22 فبراير 2014 على موقع واي باك مشين.